# Punktförmige Zugbeeinflussung
 (mars 2023).
Si vous disposez d'ouvrages ou d'articles de référence ou si vous connaissez des sites web de qualité traitant du thème abordé ici, merci de compléter l'article en donnant les références utiles à sa vérifiabilité et en les liant à la section « Notes et références ».
Punktförmige Zugbeeinflussung, abrégé en PZB, est un système de sécurité ferroviaire utilisé en Allemagne, Autriche, Roumanie et à certains endroits du Canada. Le nom se traduit par « Influence ponctuelle sur les trains » et se différencie du système Linienzugbeeinflussung (LZB) qui a une « Influence continue sur les trains ». Une version antérieure du système est appelée Indusi (Induktive Zugsicherung) pour « sécurité inductive pour train ».

## Équipement

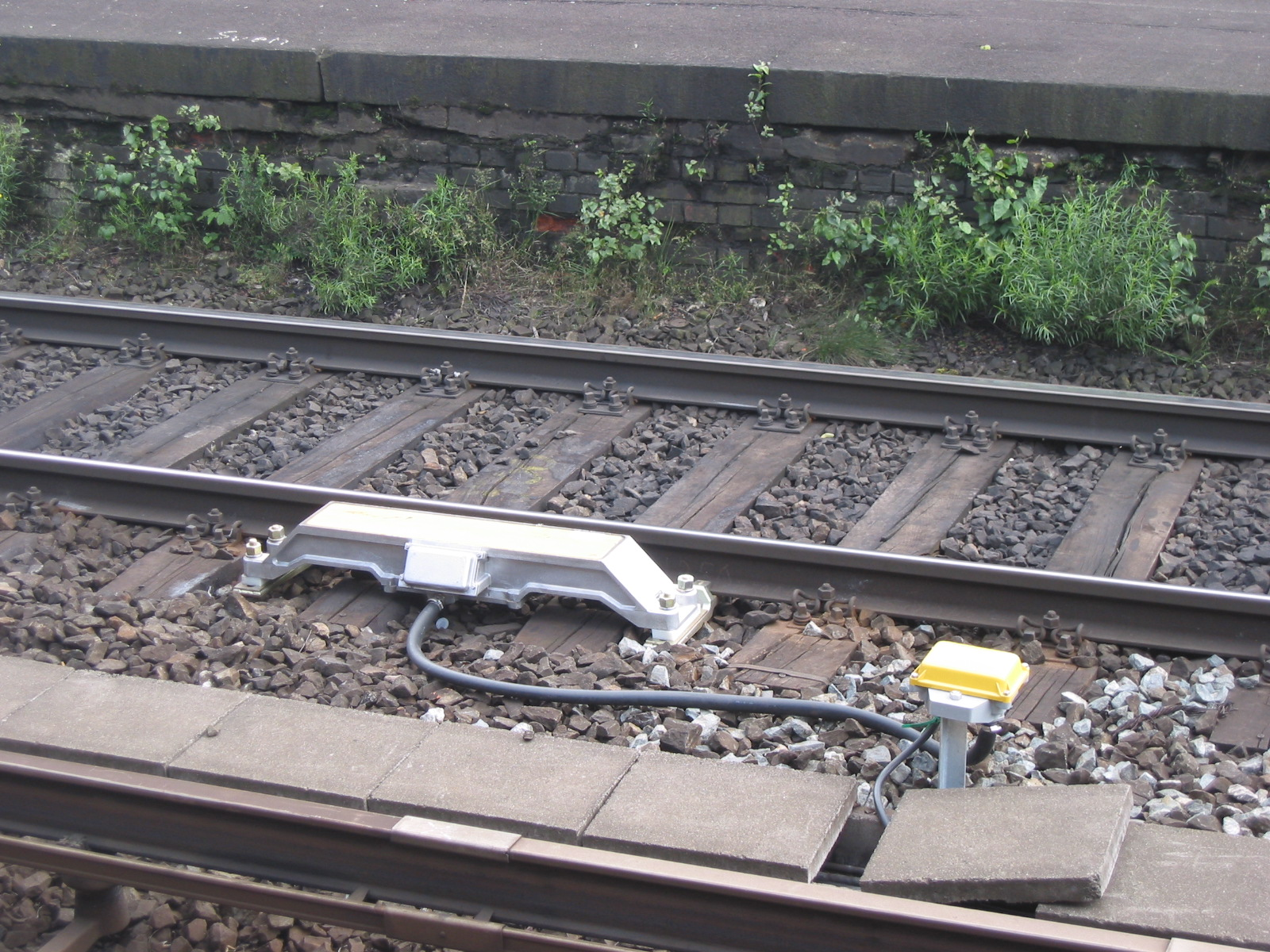
Inducteur PZB (un aimant le long du rail).

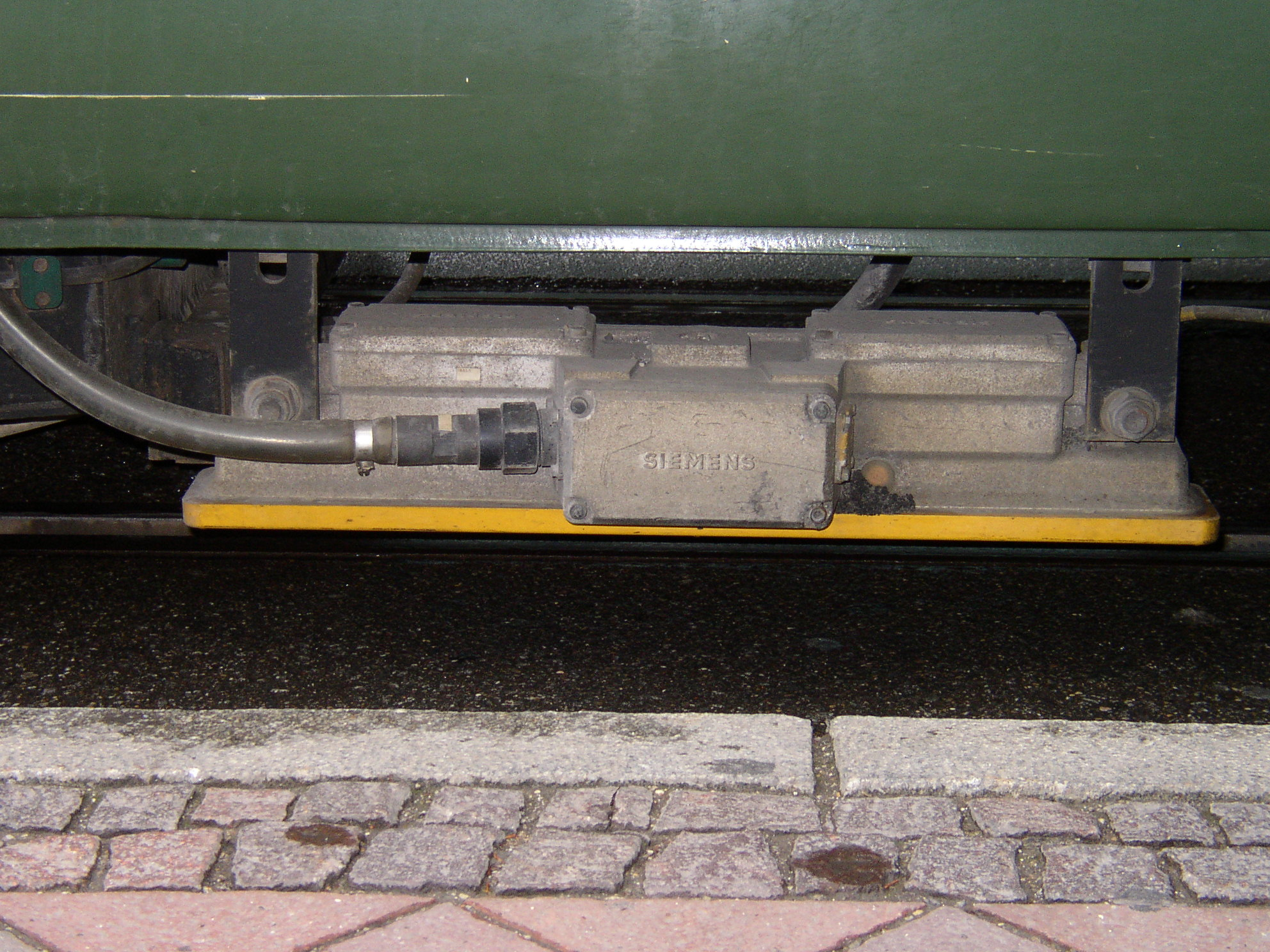
Transmetteur monté à bord du train.

Les locomotives et automotrices ont des transmetteurs à bord avec des fréquences d'émissions superposées de 500 Hz, 1 000 Hz et 2 000 Hz. Des inducteurs passifs sont placés à des endroits stratégiques le long des rails et résonnent à une ou l'autre de ces fréquences selon leur emplacement. Lorsque la tête du train passe à proximité d'un inducteur, sa présence est notée par l'équipement à bord par un changement du champ magnétique. Ceci active un circuit qui entraîne une action prédéterminée selon la fréquence/position du train (avertissement visuel ou sonore, limite la vitesse, arrête le train, etc.)
Les trois fréquences représentent pour le train :
1 000 Hz
avertissement que l'on arrive dans une zone de danger
500 Hz
limite de vitesse obligatoire (Vmax) de 65 km/h
2 000 Hz
arrêt obligatoire
Les fréquences de 1000 et 500 Hz laissent un certain temps au conducteur pour réagir mais le système effectue un freinage d'urgence s'il ne fait rien. À 2000 Hz, le système prend le contrôle immédiatement et arrête le train. Il existe des variations entre les différentes versions du système mais elles ont toutes en commun de forcer le train à ralentir avant un signal d'arrêt.

## Versions
Les prototypes du systèmes furent développés dans les années 1930. La Deutsche Bundesbahn l'adopta en 1954 sous le nom de Indusi I 54. Des améliorations mineures donnèrent le I 60 : le conducteur avait quatre secondes pour réagir au signal de 1000 Hz et commencer à diminuer la vitesse, puis il avait un temps limite pour atteindre la vitesse maximale allouée. 

### I 60R
Le I 60R fut introduit pour pallier les insuffisances du système. Il utilise des micro-processeurs dans les locomotives pour analyser continuellement la vitesse du train et forcer celui-ci à arrêter si la courbe dépasse la limite permise le long du parcours.

### PZB90
PZB90 est une nouvelle version mise en service au milieu des années 1990. Elle comporte un nouveau mode restrictif introduit à la suite de deux accidents ferroviaires où les trains avaient fait arrêt en gare mais étaient repartis malgré le feu rouge. Dans les deux cas, la vitesse prise avant que le système n'arrête le train avait été suffisante pour entrer en collision avec un autre train sur la voie. Ce nouveau mode limite la vitesse à 45 km/h après un arrêt à un feu rouge précédé d'un signal de 1 000 Hz ou 25 km/h après un signal de 500 Hz.

## Canada
Le O-Train de OC Transpo à Ottawa est le seul train au Canada à utiliser ce système. Le matériel roulant est composé de trains Talent construits par une filiale de Bombardier Transport en Allemagne. Ce sont des trains conventionnels pour l'Europe mais ils ne correspondent pas aux normes nord-américaines de sécurité en cas de collision et le système Indusi empêche leur circulation si un train régulier emprunte la voie.